# Rhipsideigma lugubris
Rhipsideigma lugubris är en skalbaggsart som först beskrevs av Leon Fairmaire 1895.  Rhipsideigma lugubris ingår i släktet Rhipsideigma och familjen Cupedidae. Inga underarter finns listade i Catalogue of Life.